# Aspalathus aciloba
Aspalathus aciloba är en ärtväxtart som beskrevs av Rolf Martin Theodor Dahlgren. Aspalathus aciloba ingår i släktet Aspalathus och familjen ärtväxter. Inga underarter finns listade i Catalogue of Life.